# Michelino da Besozzo

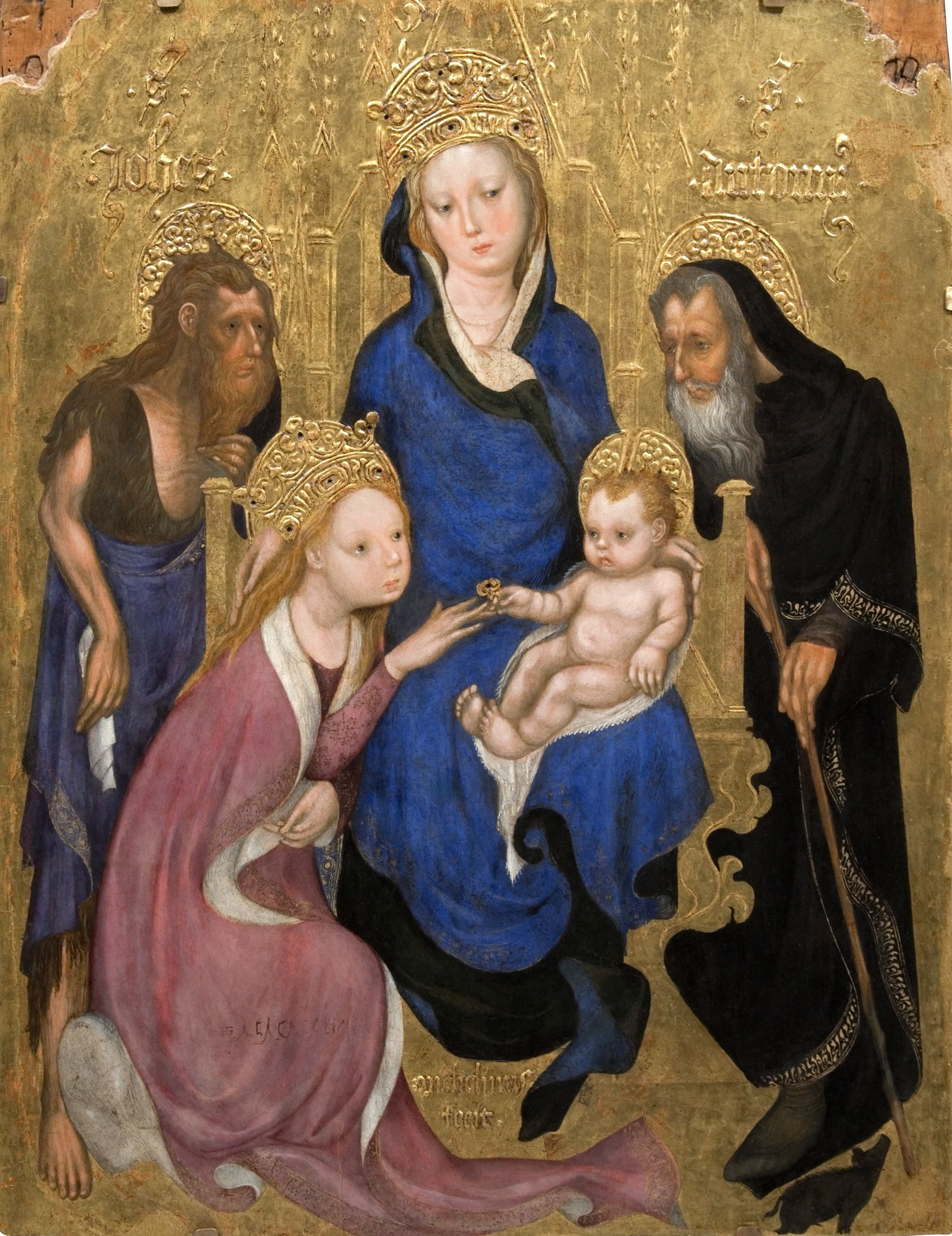
Sposalizio mistico di santa Caterina con san Giovanni Battista e sant'Antonio abate, Pinacoteca Nazionale a Siena

(Giovanni Alcherio, 1410)
Michele de' Molinari, detto Michelino da Besozzo (Besozzo, 1370 circa – 1455 circa), è stato un pittore e miniatore italiano.

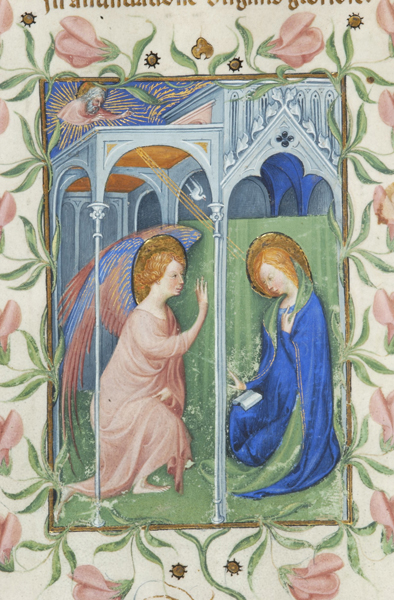
Annunciazione, Offiziolo Bodmer (prima metà del XV secolo)

Considerato uno dei maggiori esponenti del Gotico Internazionale in Italia, lavorò prevalentemente in Lombardia e nel Veneto.

## Biografia
Nel 1388 lavorò nel secondo chiostro della chiesa di San Pietro in Ciel d'oro a Pavia, dove rappresentò ed affrescò le Scene della vita di sant'Agostino, oggi perdute, così come sono scomparsi la pala d'altare per la chiesa di santa Mostiola a Pavia e gli affreschi nel castello pavese eseguiti per Gian Galeazzo Visconti, di cui si conserva solo un Imago Pietatis nei musei civici.
Tra il 1395 e il 1405 Michelino miniò il Libro d'Ore, originariamente custudito nella Biblioteca Visconteo Sforzesca e oggi conservato alla Biblioteca di Avignone; dello stesso momento è anche il disegno della Natività (Milano, Biblioteca Ambrosiana). Del 1390-1400 sono i quattro santi miniati su quattro distinte pergamene (Parigi, Louvre, Cabinet des Dessins), appartenenti ad uno smembrato Libro d'Ore.
Prima opera datata dell'artista è la miniatura con l'Elogio funebre di Gian Galeazzo Visconti (1403: Parigi, Biblioteca nazionale di Francia, Ms lat. 5888).
Dal 1404 al 1417 circa, l'artista lavorò nel Veneto; mentre dal 1410, contemporaneamente a Gentile da Fabriano, è citato a Venezia. Nel 1414 lavorò insieme a miniatori veneti al codice Cornaro, con le Epistole di san Gerolamo (Londra, British Library, Egerton 3266). Del periodo veneto restano in particolare due affreschi votivi per la tomba Thiene nella Chiesa di Santa Corona a Vicenza.
Al 1417 dovrebbe risale un'opera restaurata e attribuitagli nei primi anni Novanta, un frammento di affresco raffigurante una Crocifissione tra angeli dolenti, ora nel Museo e Tesoro del Duomo di Monza, ma proveniente dalla cappella del Rosario del Duomo di Monza, che precedentemente era attribuita agli Zavattari.
Nel 1418 l'artista tornò a Milano a lavorare per il cantiere del Duomo: nel 1421 fu pagato, insieme al figlio Leonardo, per i dipinti dell'altare intitolato ai santi Quirico e Giulitta; mentre tra 1423 e il 1425 fu nuovamente pagato per la fornitura di disegni della vetrata di santa Giuditta, di cui restano oggi alcune figure all'interno di un'altra delle vetrate del duomo milanese.
La tavola col Sposalizio mistico di santa Caterina, firmata Michelinus fecit (Siena, Pinacoteca Nazionale), è da datare al 1420 circa. L'altra tavola firmata dell'autore è lo Sposalizio della Vergine al Metropolitan Museum di New York (1435 circa). Più complessa è la datazione dell'Offiziolo Bodmer, forse il suo capolavoro.
Intorno al 1430 è da datare l'affresco raffigurante la Madonna col Bambino e santi, dell'abbazia di Viboldone. Al 1435 risale la Madonna del roseto del Museo di Castelvecchio di Verona, di attribuzione contesa con Stefano da Verona.
All'interno del Grande Museo del Duomo di Milano è conservata l'opera attribuita a Michelino da Besozzo nota come "Madonna dell'Idea". Si tratta di una ancona processionale dipinta su entrambi i lati e databile non oltre la metà del Quattrocento. L'opera è ancora oggi utilizzata durante le funzioni liturgiche che si svolgono in Duomo.
All'ultima attività del maestro è da riferire l'affresco con il Corteo dei Magi, realizzato per la chiesa di Santa Maria Podone (Milano, Curia Arcivescovile); e, documentati al 1445-1446, i frammenti del Palazzo Borromeo .

Presso l'eremo di San Salvatore di Erba (CO), resti di affresco di una Crocefissione sono stati attribuiti all'ambito di Michelino alla fine degli anni Novanta. Pure di incerta attribuzione sono gli affreschi della Chiesa di Santa Maria e San Pietro a Silvano Pietra e la volta della cappella Torriani in Sant'Eustorgio a Milano, con i simboli dei quattro Evangelisti.

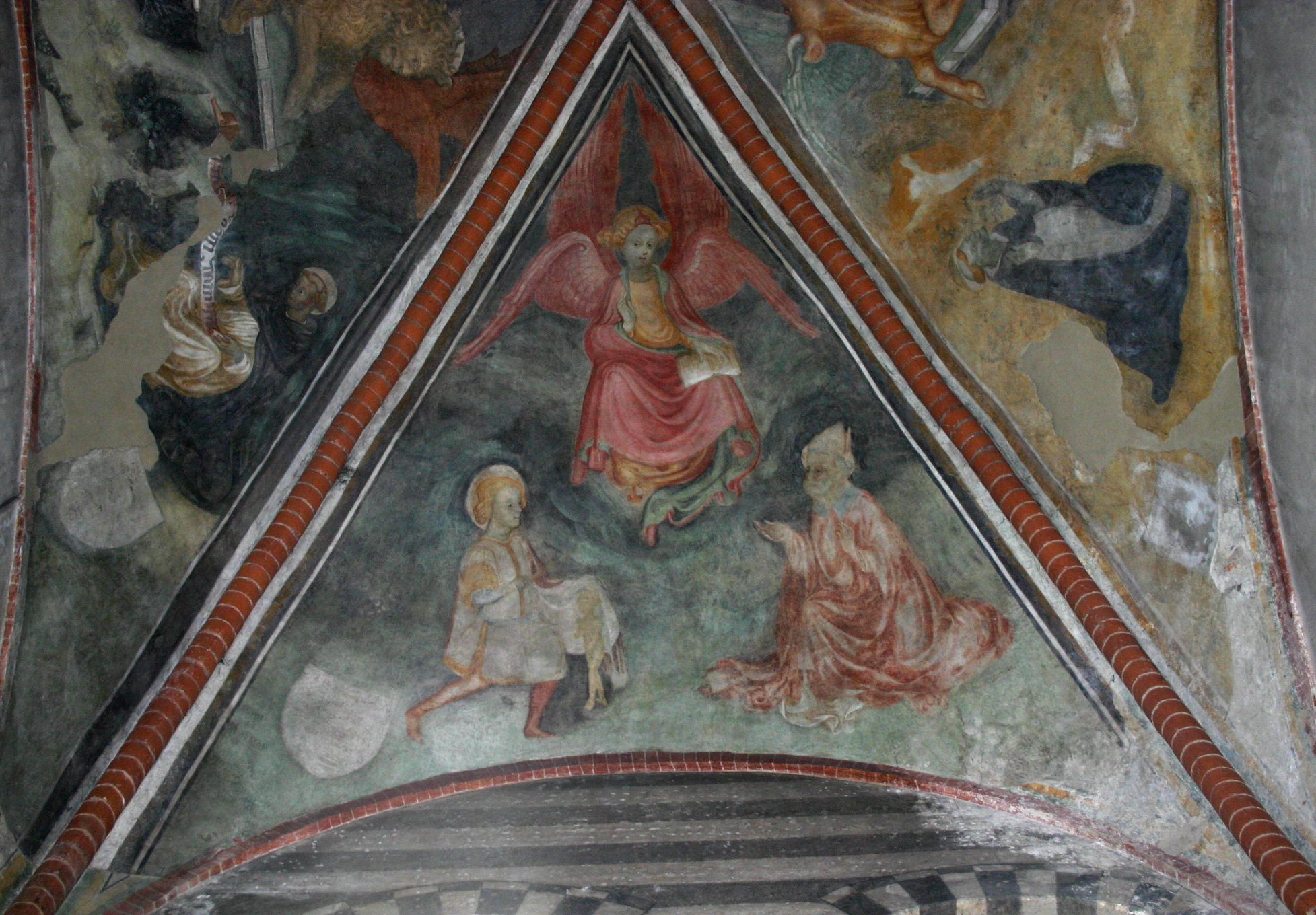
Evangelista Matteo e santi, Sant'Eustorgio, Milano
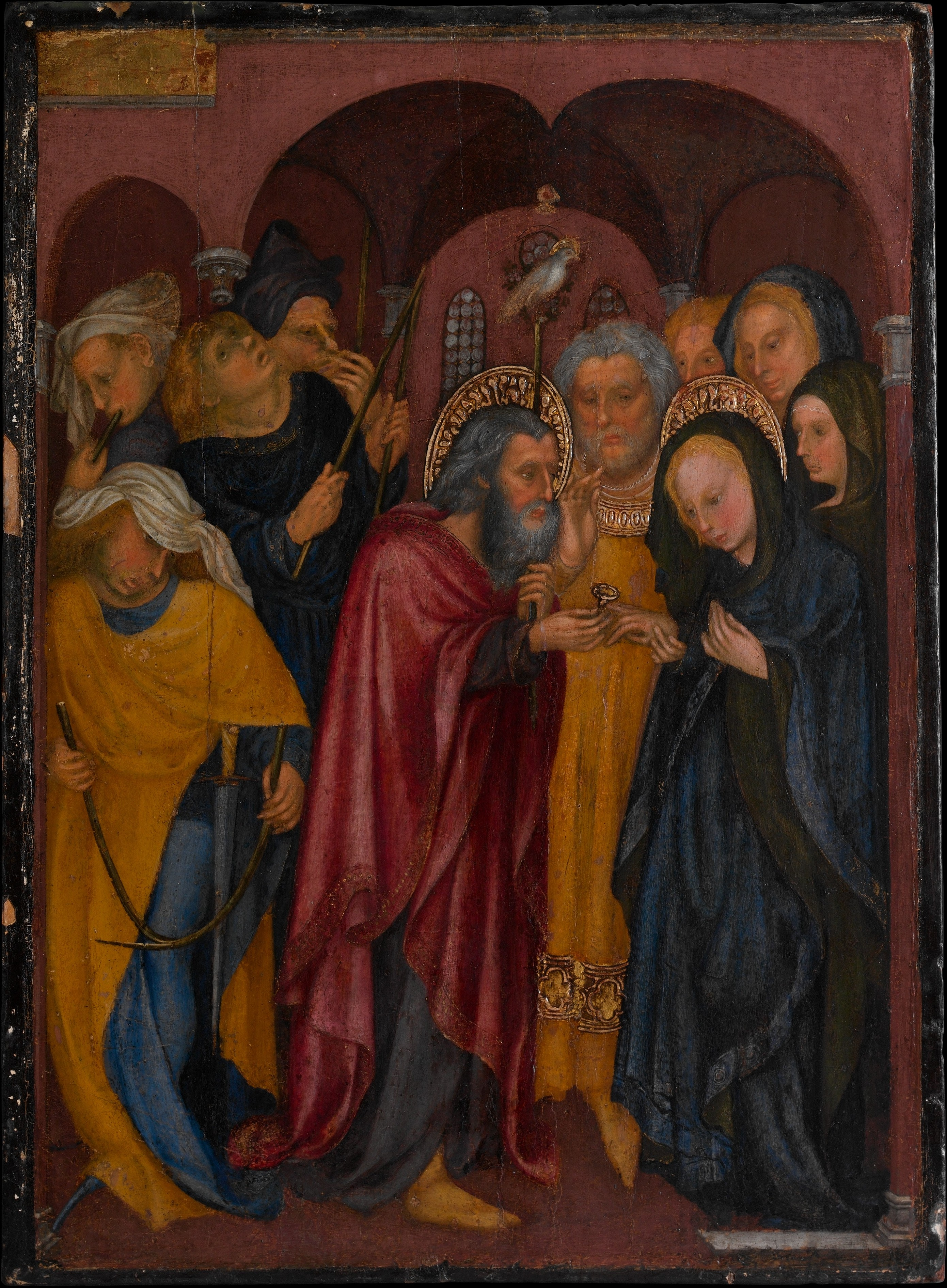
Sposalizio della Vergine, Metropolitan Museum di New York
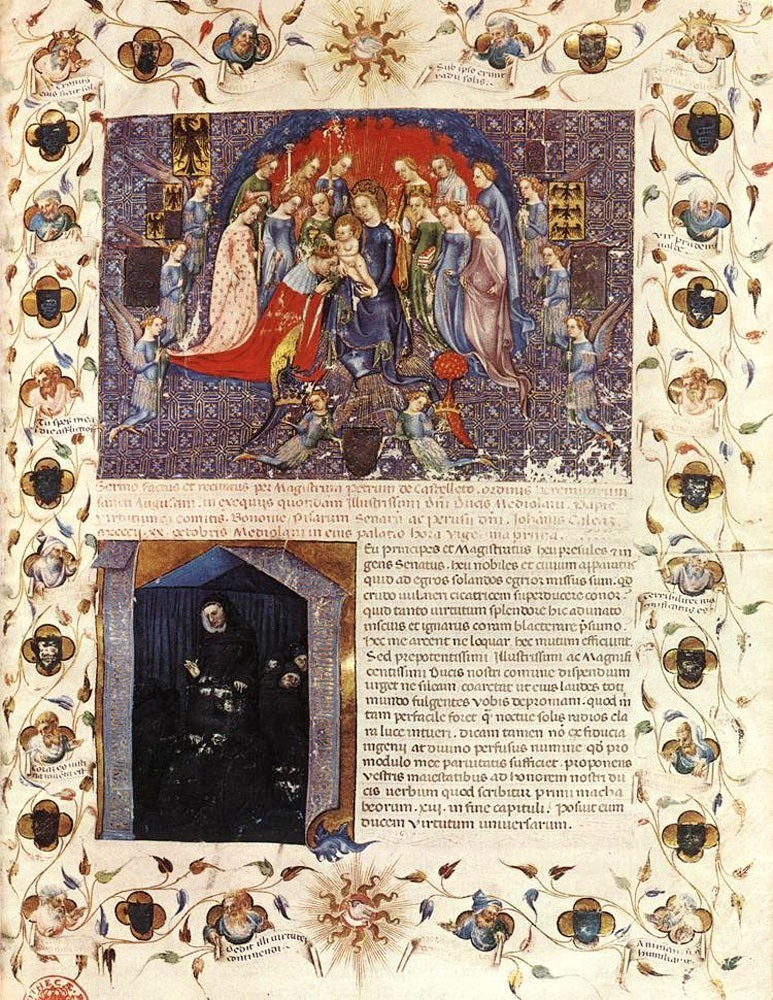
Elogio funebre di Gian Galeazzo Visconti (1403: Parigi, Biblioteca nazionale di Francia, Ms lat. 5888)
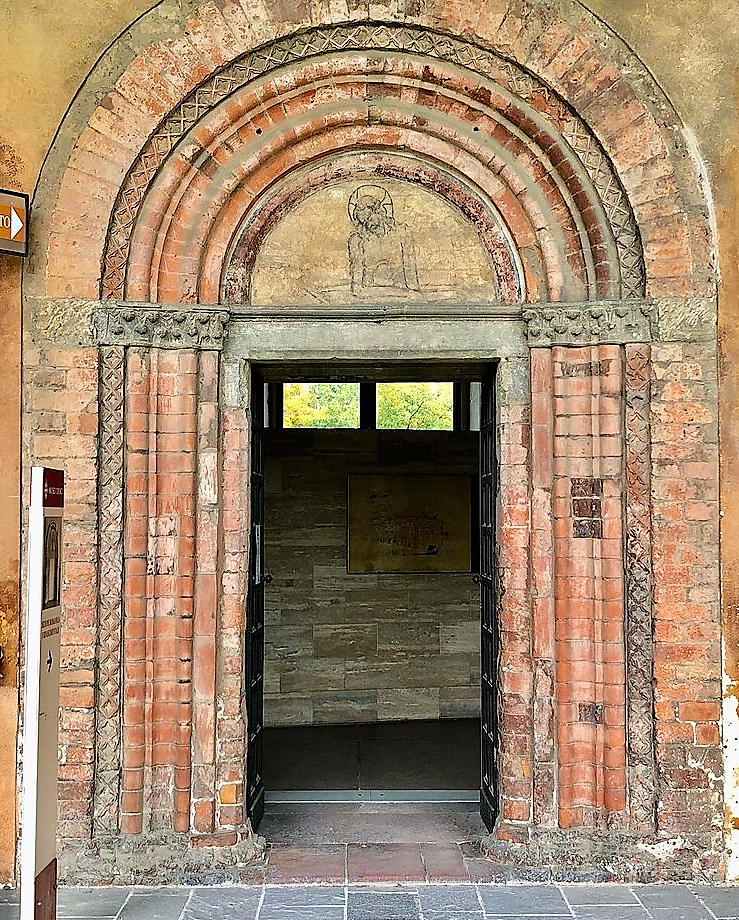
La Pietà, Pavia, cappella del castello Visconteo.